# Robert und Bertram (1961)
Robert und Bertram ist ein deutscher Schlagerfilm von Hans Deppe aus dem Jahr 1961. Er lief auch unter den Titeln Willy auf Sondermission und Zwei Knallköpfe auf Sondermission. Die Titelrollen sind mit Willy Millowitsch und Vico Torriani besetzt. In tragenden Rollen sind Trude Herr, Marlies Behrens und Helen Vita zu sehen.

## Handlung
Kurz vor seinem Geburtstag ist Robert Ziegel mal wieder vor seiner energischen Frau Klara zu seinen Kegelbrüdern geflüchtet. Klara hält seit Jahren sein Geld ein und speist ihn mit einem kleinen Taschengeld ab, sodass er sogar die spendierten Runden im Keglerheim anschreiben lassen muss. Da Klara ihn auch gerne kontrolliert und an der Tür sogar eine Türglocke hat anbringen lassen, um sein Heimkommen überprüfen zu können, steigt er nach dem abendlichen Kegeln lieber über den Balkon in die Wohnung ein. Er nimmt sich etwas Geld aus Klaras gehüteter Kasse und wird am Ende von der durch Klara gerufenen Polizei für einen Einbrecher gehalten. Robert weiß nicht, dass Klara all die Jahre für ein gemeinsames Haus gespart hat, das sie ihm an seinem Geburtstag schenken will. Die Polizeiaktion hat bei ihm das Fass zum Überlaufen gebracht und Robert verlässt Klara.
An der Würstchenbude trifft er auf Ivonne Berger, die im Auftrag der Schuhfirma Malina Freiwillige für eine 500-Kilometer-Wanderung sucht. Er lässt sich ihre Arbeitsadresse geben. Am nächsten Morgen – Robert hat auf der Parkbank übernachtet und Freundschaft mit einem Hund geschlossen, den er „Tünnes“ nennt – begibt sich Robert zur Firma Malina und meldet sich als Freiwilliger für die Wanderung. Sein Begleiter wird der Reporter und Zeichner Bertram, der von Ivonne getrennt lebt. Beide sollen die Strecke zu Fuß in Schuhen der Firma Malina zurücklegen und werden im Rahmen dieser Werbeaktion für die zurückgelegten Kilometer bezahlt. Sie wandern nun durch Deutschland und genießen die Natur.
Klara versucht unterdessen, den Aufenthaltsort von Robert herauszubekommen. Als sich die Polizei weigert, ihr bei der Suche zu helfen, gibt Klaras Freundin Mieze an, dass beide Männer gefährliche Heiratsschwindler seien. Plötzlich sehen Robert und Bertram ihre Steckbriefe in den Städten und werden kurze Zeit später verhaftet. Klara und Mieze erscheinen auf dem Polizeirevier und auch Ivonne kommt dazu. Sie erklären, dass beide Männer unschuldig sind, doch sind die bereits zusammen mit Tünnes geflohen. Nach kleineren Verfolgungsjagden finden sich Robert, Bertram, Ivonne, Klara und Mieze auf einem Dorffest wieder. Klara hat die ganze Zeit das Hausmodell mit sich herumgetragen, das sie Robert symbolisch zum Geburtstag schenken wollte. Nun hat sie jegliche Lust verloren, ihm eine Freude zu machen. Dennoch erklärt sie den Hintergrund des Hausmodells, als sie Robert auf dem Fest trifft. Der reagiert zum ersten Mal begeistert und freut sich auf die gemeinsame Zeit im gemeinsamen Häuschen. Auch Bertram und Ivonne finden wieder zusammen: Obwohl sie nie geschieden wurden, planen sie nun noch eine zweite Hochzeit.

## Produktion
Robert und Bertram wurde von August bis September 1961 in den CCC-Filmstudios in Berlin sowie in Eichstätt in Mittelfranken gedreht. Für die Filmbauten zeichneten Paul Markwitz und Wilhelm Vorwerg verantwortlich.
Der Film beruht lose auf dem Volksstück Robert und Bertram von Gustav Raeder.

## Veröffentlichung
Robert und Bertram erlebte am 29. September 1961 im Düsseldorfer Alhambra seine Premiere. Im Fernsehen lief der Film erstmals am 3. Februar 1968 im ZDF.
Der Film wurde von der Pidax Film Media Ltd. (Alive AG) am 18. Oktober 2013 innerhalb ihrer Reihe „Pidax Film-Klassiker“ veröffentlicht.

## Kritik
Das Lexikon des internationalen Films nannte Robert und Bertram ein „Volksstück für Millowitsch und Torriani“, das beide auch in Lustspielgefilde führe. „Die Neuverfilmung des gleichnamigen Bühnenschwanks hat mit der Vorlage kaum noch etwas zu tun. Eine betuliche und belanglose Komödie mit Heimatfilm-Elementen“, schrieb Filmdienst.
Für Cinema war Robert und Bertram „ausgelatschter Ulk mit öden Schlagern“.
Der Evangelische Film-Beobachter zog folgendes Fazit: „Anspruchsloses, doch vergnügliches Lustspiel um zwei Fußgänger mit freundlichen Landschafts- und Musikzutaten. Ab 16 möglich.“